# ワイルドグリズリー
『ワイルドグリズリー』（原題：Wild Grizzly）は、1999年に製作されたアメリカ合衆国のテレビ映画。

## キャスト
| 役名                       | 俳優                     | 日本語吹替 |
| -------------------------- | ------------------------ | ---------- |
| ジョシュ・ハーディング     | ライリー・スミス         | 石田彰     |
| レイチェル・ハーディング   | ミシェル・グリーン       | 佐藤しのぶ |
| フランク・ブラッドフォード | フレッド・ドライヤー     | 仲野裕     |
| テリー・ブラッドフォード   | コートニー・ペルドン     | 高橋理恵子 |
| ジャック・バック           | スティーヴ・リーヴィス   | 手塚秀彰   |
| ハーラン・アダムズ         | ダニエル・ボールドウィン | 江原正士   |
| アール                     | ブレンダン・オブライエン | 松本大     |
| サム町長                   | ジョン・オハーリー       | 千田光男   |
| フィリップス               | ロン・ロゲ               | 楠見尚己   |

- 吹替その他：坂口賢一、星野充昭、加藤沙織、小池亜希子、河野智之

## スタッフ
- 監督：ショーン・マクナマラ
- 製作：デヴィッド・ブロックウェル、ショーン・マクナマラ
- 製作総指揮：ウィリアム・T・ボーマン、ブルース・D・ジョンソン
- 脚本：ジェフ・フィリップス、ショーン・マクナマラ
- 原案：マイケル・ジェイコブズ、ジェフ・フィリップス
- 撮影：マーク・ドゥーリング=パウエル
- 音楽：ジョン・コーダ
- 編集：グレゴリー・ホブソン